# Myrciaria vismeifolia
Myrciaria vismeifolia är en myrtenväxtart som först beskrevs av George Bentham, och fick sitt nu gällande namn av Otto Karl Berg. Myrciaria vismeifolia ingår i släktet Myrciaria och familjen myrtenväxter. Inga underarter finns listade i Catalogue of Life.